# Васил Тоциновски
Васил Тоциновски е северномакедонски писател и учен.

## Биография
Роден е в село Стояково, Гевгелийско в 1946 година, тогава във Федерална Югославия, днес в Северна Македония. Доктор е на филологическите науки. Работи като редактор в Македонската радио-телевизия и в Института за македонска литература в Скопие. Член е на Дружеството на писателите на Македония од 1974 година. Работи като редактор на списанието за литература и култура „Современост“ в Скопие. Занимава се с издледване на биографиите и творчеството на така наречените двудомни писатели. Лустриран е като сътрудник на югославските тайни служби през 2013 година.

## Творчество
- Тајна во сонот (поезия, 1972),
- Настан во автобусот (хуморески, 1974),
- Птици во кругот (разкази, 1978),
- Отворена врата (поезия, 1979),
- Моќ на поетската реч (книжовноисторически студии, 1980),
- Ден за игра (поезия, 1981),
- Свилена буба (хуморески, 1982),
- Гласот што се чека (разкази, 1983),
- Криенка (поезия за деца, 1985),
- Отвори четири очи (разкази за деца, 1986),
- Живот и сцена (монография, 1987),
- Светлина и текови (книжовноисторически студии, 1987),
- Мегдан за игра (роман за деца и юноши, 1989),
- Зборот куршум и динамит (монография, 1990),
- Поет изгнаник (монография, 1990),
- Златокосото дете (роман за деца, 1992),
- Трета казна (разкази, 1993),
- Збор на времето (есета и критики, 1993),
- Жаров бунтар и буревесник (монография, 1994),
- Низ книжевниот континуитет (книжовноисторически студии, 1996),
- Коле Неделковски (монография, 1997),
- Трагачи по вистината (книжовноисторически студии, 1998),
- Тројца кружочници (студии, 1998),
- Судбини на откорнатикот (книжовноисторически студии, 1998).